# Mario Bautista
Mario Alberto Bautista Gil, conosciuto come Mario Bautista (Città del Messico, 5 marzo 1996), è un cantante messicano.

## Biografia
Nato a Città del Messico in una famiglia di musicisti, ha intrapreso la carriera musicale nel 2015, firmando successivamente un contratto con la divisione messicana della Warner. È salito al grande pubblico per mezzo del primo album in studio Aquí estoy, che ha ottenuto la certificazione d'oro dalla Asociación Mexicana de Productores de Fonogramas y Videogramas con oltre 30 000 unità totalizzate in suolo messicano e cha raggiunto la vetta della classifica nazionale. Il disco è stato promosso dall'omonimo tour con date in Messico, Stati Uniti d'America e America centrale.
Il secondo disco del cantante, intitolato Otra órbita e uscito nel 2018, ha prodotto i singoli No digas nada, certificato triplo platino, #Maldeamores e Regálame, entrambi certificati platino dalla AMPROFON. Per promuovere l'album l'artista ha imbarcato una tournée a livello nazionale. Sempre nel 2018 ha inciso la hit Baby Girl, che oltre ad ottenere lo stato di diamante, ha fatto il proprio ingresso nella top ten messicana.
Ha ottenuto diversi riconoscimenti nel corso della sua carriera, tra cui una statuetta come miglior artista America Latina settentrionale agli MTV Europe Music Awards e quattro MTV Millennial Awards.

## Discografia

### Album in studio
- 2016 – Aquí estoy
- 2018 – Otra órbita
- 2022 – 5
- 2024 – Fénix

### Album dal vivo
- 2017 – Zona preferente

### Singoli
- 2015 – Si me das tu corazón
- 2016 – Sin tu amor (feat. Elijah King)
- 2016 – Yo por tu amor
- 2016 – Ven a bailar
- 2016 – Un mundo nuevo
- 2016 – Tú y yo
- 2016 – Te dedico esta canción
- 2016 – Siempre juntos
- 2016 – Sálvame
- 2016 – Llorar
- 2016 – Aquí estoy
- 2017 – No digas nada
- 2017 – Regálame
- 2018 – #Maldeamores (con De La Ghetto)
- 2018 – Linda
- 2018 – Sabemos
- 2018 – Toda la noche (con Alok)
- 2018 – Te fuiste y regresaste
- 2018 – Cámara
- 2018 – Soñé contigo
- 2018 – Baby Girl (con Lalo Ebratt)
- 2019 – Sofía
- 2019 – Ay! (feat. Vice Menta)
- 2019 – Qué pasa (con Projota e gli Orishas)
- 2019 – Buena vibra
- 2020 – Tequila
- 2020 – Buena suerte (con Vadhir e Yera)
- 2020 – Miami (con Austin Mahone e Lalo Ebratt)
- 2021 – Mamma mia
- 2021 – Otra vez (con Lyanno e Llane)
- 2021 – Brindo
- 2022 – La tarea (con i Piso 21)
- 2022 – Cabrón yo puedo
- 2023 – Perdón (con Leon Leiden)
- 2023 – Mejor así (con Adriel Favela)
- 2023 – Pal' viejo
- 2023 – Ibiza (con Mr. Pig)
- 2023 – Planes (con Alex Hoyer)
- 2023 – Antes de novios (con Ana Mena)
- 2023 – Anónimo (con Karol Sevilla)
- 2024 – Maracas (con Leonardo Aguilar)
- 2024 – Los malacostumbré
- 2024 – Enqlado (Qlona) (con Michelle Maciel)
- 2025 – Mi historia entre tus dedos
- 2025 – Mamá (con Kim Loaiza)